# 菜市口胡同
菜市口胡同是位于今中国北京市西城区南部的一条胡同。现已无存。原址现为菜市口大街。

## 简介
菜市口胡同北起骡马市大街，南到南横西街。因为临菜市口而得名。辽朝时，此地为城外。金朝时，此地是金中都光泰门街南口外。明朝时形成胡同，称“绳匠胡同”，为制绳业工匠的聚居地。清朝时称“神仙胡同”、“绳匠胡同”、“丞相胡同”（“绳匠”的谐音为“丞相”，该胡同又居住过丞相，故名）。历史上在此居住过的丞相有许维祯、陈元龙、李鸿藻等。中华民国时期，正式定名为“丞相胡同”。1965年，更名为“菜市口胡同”。1998年前后，北京市人民政府、宣武区人民政府将菜市口丁字街向南打通，成为菜市口大街，有八百年历史的菜市口丁字街由此变为十字路口。1999年8月，菜市口大街正式建成。由此，菜市口胡同等胡同消失。菜市口胡同的旧址位于今菜市口大街道路东侧。
《语文学习》 1979 年第3期记载，鲁迅反对从名称上判断凶吉，曾经批评有关部门将绳匠胡同更名为丞相胡同是属无聊。
菜市口胡同内居住过的名人很多。曾国藩、左宗棠、徐学、毕沅、洪亮吉、李大钊、刘崇佑、秋瑾、龚自珍、刘光第、李石曾、蔡元培等人均曾在此居住。五四运动前夕的报纸《晨钟报》（后更名为《晨报》）便设在胡同路西。李大钊是《晨钟报》的主编，并在此居住。鲁迅曾到此胡同寻找合适的图书馆馆址。北京最早的女学堂设在该胡同，秋瑾担任教习。秋瑾主编的第一份全国性报纸《中国女报》在女学讲习所代售，该所在中华人民共和国时期成为菜市口胡同小学。曾经资助过周恩来赴欧洲勤工俭学的刘崇佑大律师曾经居住在菜市口胡同中段路西。菜市口胡同35号的安徽休宁会馆是北京最大的会馆，其中的匾额众多，曾在此活动的名人也很多，据说秋瑾也曾住过。1998年菜市口南延線工程，致使位於菜市口胡同內的休寧等會館一大批珍貴歷史建築均遭拆毀，蕩然無存。